# Плоткин, Марк (шахматист)
Марк Пло́ткин (англ. Mark Plotkin; род. 2 декабря 1998) — канадский шахматист, международный мастер (2020). В 2019 году выиграл опен-турнир в Банфе, а также чемпионат Канады среди университетов в составе сборной Университета Торонто.
Во время пандемии коронавируса активно тренировал других шахматистов через интернет, участвовал в турнирах по получению норм гроссмейстера и стал одним из лучших шахматистов Канады.
В составе сборной Канады — участник онлайн-олимпиады по быстрым шахматам (2020), в составе второй юниорской сборной Канады — участник юношеской олимпиады до 16 лет (2014).
Родился в Израиле в семье Виктора Плоткина — мастера ФИДЕ и главного тренера сборной Канады.